# Matheus Nunes
Matheus Nunes Luiz, noto semplicemente come Matheus Nunes (Rio de Janeiro, 27 agosto 1998), è un calciatore brasiliano naturalizzato portoghese, centrocampista o difensore del Manchester City e della nazionale portoghese.

## Biografia
Nato a Rio de Janeiro, a 12 anni si è trasferito a Ericeira-Mafra-Lisbona.

## Caratteristiche tecniche
Centrocampista centrale molto completo, è abile nel gioco aereo e può essere eventualmente impiegato anche come trequartista o terzino destro.

## Carriera

### Club

#### Gli inizi
Cresciuto nel settore giovanile dell'Ericeirense, nel 2018 è stato acquistato dall'Estoril Praia. Ha esordito in prima squadra il 14 ottobre 2018 disputando l'incontro di LigaPro pareggiato 2-2 contro il Varzim. Tuttavia, sempre a Rio De Janeiro, ancor prima di allenarsi all'Ericeirense, ha frequentato la scuola calcio del Fluminense Futebol Clube dopo aver giocato dure partite a piedi nudi sulle strade e sui campi sterrati e asfaltati della città di Rio de Janeiro.

#### Sporting Lisbona
Il 31 gennaio 2019 è stato acquistato a titolo definitivo dallo Sporting Lisbona, con cui ha firmato un contratto valido fino al 2024 con una clausola da 45 milioni di euro.

#### Wolverhampton
Dopo tre anni trascorsi con la maglia dei Leões, viene prelevato a titolo definitivo dal Wolverhampton per una cifra intorno ai 50 milioni di euro, bonus inclusi. Il 18 marzo 2023 riceve il primo cartellino rosso in carriera nella sfida contro il Leeds, venendo espulso per proteste. Il 10 aprile realizza il suo primo e unico gol della stagione contro il Chelsea. Chiude la sua prima annata in Inghilterra con 34 presenze e anche un assist oltre al gol, fornendo nel complesso buone prestazioni.
All'inizio della sua seconda stagione, nella sfida interna contro il Brighton, persa 1-4, riceve la sua seconda espulsione per un acceso alterco con il difensore Webster.

#### Manchester City
Il 1º settembre 2023 viene acquistato dal Manchester City per 60 milioni di euro.

### Nazionale
Il 30 settembre 2021, dopo essere diventato cittadino portoghese, viene convocato per la prima volta da parte della nazionale maggiore lusitana. Esordisce il 9 ottobre seguente in occasione del successo per 3-0 in amichevole contro il Qatar.
Il 10 novembre 2022 viene convocato per i Mondiali in Qatar, scendendo in campo in due occasioni.
Il 3 giugno 2024 viene incluso nella lista dei convocati per Euro 2024 in sostituzione dell'infortunato Otávio Monteiro.

## Statistiche

### Presenze e reti nei club
Statistiche aggiornate al 24 agosto 2024.
| Stagione                | Squadra                 | Campionato              | Campionato | Campionato | Coppe nazionali | Coppe nazionali | Coppe nazionali | Coppe continentali | Coppe continentali | Coppe continentali | Altre coppe | Altre coppe | Altre coppe | Totale | Totale |
| Stagione                | Squadra                 | Comp                    | Pres       | Reti       | Comp            | Pres            | Reti            | Comp               | Pres               | Reti               | Comp        | Pres        | Reti        | Pres   | Reti   |
| ----------------------- | ----------------------- | ----------------------- | ---------- | ---------- | --------------- | --------------- | --------------- | ------------------ | ------------------ | ------------------ | ----------- | ----------- | ----------- | ------ | ------ |
| 2018-2019               | Estoril Praia           | LdH                     | 6          | 0          | CP+CdL          | 0+2             | 0               | -                  | -                  | -                  | -           | -           | -           | 8      | 0      |
| 2019-2020               | Sporting Lisbona        | PL                      | 10         | 0          | CP+CdL          | 0               | 0               | -                  | -                  | -                  | -           | -           | -           | 10     | 0      |
| 2020-2021               | Sporting Lisbona        | PL                      | 31         | 3          | CP+ CdL         | 3+3             | 0               | UEL                | 2                  | 0                  | -           | -           | -           | 39     | 3      |
| 2021-2022               | Sporting Lisbona        | PL                      | 35         | 4          | CP+CdL          | 6+4             | 1+0             | UCL                | 6                  | 0                  | SP          | 1           | 0           | 51     | 5      |
| Totale Sporting Lisbona | Totale Sporting Lisbona | Totale Sporting Lisbona | 76         | 7          |                 | 16              | 1               |                    | 8                  | 0                  |             | 1           | 0           | 101    | 8      |
| 2022-2023               | Wolverhampton           | PL                      | 36         | 1          | FACup+CdL       | 2+3             | 0               | -                  | -                  | -                  | -           | -           | -           | 41     | 1      |
| 2023-2024               | Manchester City         | PL                      | 17         | 0          | FACup+CdL       | 2+1             | 0               | UCL                | 7                  | 0                  | CS+SU+Cmc   | 0+0+2       | 0           | 29     | 0      |
| 2024-2025               | Manchester City         | PL                      | 19         | 1          | FACup+CdL       | 2               | 2               | UCL                | 5                  | 1                  | CS+Cmc      | 1+0         | 0           | 27     | 4      |
| Totale Manchester City  | Totale Manchester City  | Totale Manchester City  | 36         | 1          |                 | 5               | 2               |                    | 12                 | 1                  |             | 3           | 0           | 56     | 4      |
| Totale carriera         | Totale carriera         | Totale carriera         | 154        | 9          |                 | 28              | 3               |                    | 20                 | 1                  |             | 4           | 0           | 200    | 13     |

### Cronologia presenze e reti in nazionale
| Cronologia completa delle presenze e delle reti in nazionale ― Portogallo | Cronologia completa delle presenze e delle reti in nazionale ― Portogallo | Cronologia completa delle presenze e delle reti in nazionale ― Portogallo | Cronologia completa delle presenze e delle reti in nazionale ― Portogallo | Cronologia completa delle presenze e delle reti in nazionale ― Portogallo | Cronologia completa delle presenze e delle reti in nazionale ― Portogallo | Cronologia completa delle presenze e delle reti in nazionale ― Portogallo | Cronologia completa delle presenze e delle reti in nazionale ― Portogallo |
| Data                                                                      | Città                                                                     | In casa                                                                   | Risultato                                                                 | Ospiti                                                                    | Competizione                                                              | Reti                                                                      | Note                                                                      |
| ------------------------------------------------------------------------- | ------------------------------------------------------------------------- | ------------------------------------------------------------------------- | ------------------------------------------------------------------------- | ------------------------------------------------------------------------- | ------------------------------------------------------------------------- | ------------------------------------------------------------------------- | ------------------------------------------------------------------------- |
| 9-10-2021                                                                 | Faro                                                                      | Portogallo                                                                | 3 – 0                                                                     | Qatar                                                                     | Amichevole                                                                | -                                                                         | 71’                                                                       |
| 12-10-2021                                                                | Faro                                                                      | Portogallo                                                                | 5 – 0                                                                     | Lussemburgo                                                               | Qual. Mondiali 2022                                                       | -                                                                         | 80’                                                                       |
| 11-11-2021                                                                | Dublino                                                                   | Irlanda                                                                   | 0 – 0                                                                     | Portogallo                                                                | Qual. Mondiali 2022                                                       | -                                                                         | 57’                                                                       |
| 24-3-2022                                                                 | Porto                                                                     | Portogallo                                                                | 3 – 1                                                                     | Turchia                                                                   | Qual. Mondiali 2022                                                       | 1                                                                         | 88’                                                                       |
| 29-3-2022                                                                 | Porto                                                                     | Portogallo                                                                | 2 – 0                                                                     | Macedonia del Nord                                                        | Qual. Mondiali 2022                                                       | -                                                                         | 87’                                                                       |
| 2-6-2022                                                                  | Siviglia                                                                  | Spagna                                                                    | 1 – 1                                                                     | Portogallo                                                                | UEFA Nations League 2022-2023 - 1º turno                                  | -                                                                         | 81’ 84’                                                                   |
| 5-6-2022                                                                  | Lisbona                                                                   | Portogallo                                                                | 4 – 0                                                                     | Svizzera                                                                  | UEFA Nations League 2022-2023 - 1º turno                                  | -                                                                         | 84’                                                                       |
| 12-6-2022                                                                 | Lancy                                                                     | Svizzera                                                                  | 1 – 0                                                                     | Portogallo                                                                | UEFA Nations League 2022-2023 - 1º turno                                  | -                                                                         | 74’                                                                       |
| 24-9-2022                                                                 | Praga                                                                     | Rep. Ceca                                                                 | 0 – 4                                                                     | Portogallo                                                                | UEFA Nations League 2022-2023 - 1º turno                                  | -                                                                         | 77’                                                                       |
| 28-11-2022                                                                | Lusail                                                                    | Portogallo                                                                | 2 – 0                                                                     | Uruguay                                                                   | Mondiali 2022 - 1º turno                                                  | -                                                                         | 82’                                                                       |
| 2-12-2022                                                                 | Al Rayyan                                                                 | Corea del Sud                                                             | 2 – 1                                                                     | Portogallo                                                                | Mondiali 2022 - 1º turno                                                  | -                                                                         | 65’                                                                       |
| 21-3-2024                                                                 | Guimaraes                                                                 | Portogallo                                                                | 5 – 2                                                                     | Svezia                                                                    | Amichevole                                                                | 1                                                                         | 62’                                                                       |
| 8-6-2024                                                                  | Oeiras                                                                    | Portogallo                                                                | 1 – 2                                                                     | Croazia                                                                   | Amichevole                                                                | -                                                                         | 84’                                                                       |
| 11-6-2024                                                                 | Aveiro                                                                    | Portogallo                                                                | 3 – 0                                                                     | Irlanda                                                                   | Amichevole                                                                | -                                                                         | 77’                                                                       |
| 26-6-2024                                                                 | Gelsenkirchen                                                             | Georgia                                                                   | 2 – 0                                                                     | Portogallo                                                                | Euro 2024 - 1º turno                                                      | -                                                                         | 75’                                                                       |
| 5-7-2024                                                                  | Amburgo                                                                   | Portogallo                                                                | 0 – 0 dts (3 – 5 dtr)                                                     | Francia                                                                   | Euro 2024 - Quarti di finale                                              | -                                                                         | 119’                                                                      |
| Totale                                                                    |                                                                           | Presenze                                                                  | 16                                                                        |                                                                           | Reti                                                                      | 2                                                                         |                                                                           |

## Palmarès

### Club

#### Competizioni nazionali
- Coppa di Lega portoghese: 2

Sporting CP: 2020-2021, 2021-2022
- Campionato portoghese: 1

Sporting CP: 2020-2021
- Supercoppa di Portogallo: 1

Sporting CP: 2021
- Campionato inglese: 1

Manchester City: 2023-2024
- Community Shield: 1

Manchester City: 2024

#### Competizioni internazionali
- Coppa del mondo per club: 1

Manchester City: 2023